# Coot Grant
Coot „Cutie“ Grant, als Leola B. Pettigrew (* 17. Juni 1893 in Birmingham (Alabama); † nach 1948) war eine US-amerikanische Vaudeville-Blues-Sängerin, Gitarristin und Songwriterin.

## Leben und Wirken
Coot Grant war der Künstlername der Sängerin Leola B. Pettigrew, die nach ihrer Heirat mit Wesley „Kid“ Wilson, der auch musikalisch ihr Partner war, Leola Wilson hieß. Sie lernten sich 1905 kennen; zuvor war Coot Grant als Tänzerin in Vaudeville-Truppen aufgetreten. In der Zeit vor dem Kriegsausbruch vor 1914 war sie durch Europa und Südafrika getourt; dabei wurde sie von ihrem Mann am Klavier oder der Orgel begleitet. Sie traten auch unter Pseudonym wie Patsy Hunter oder bizarren Bühnennamen wie Catjuice Charlie, Kid Wilson, Jenkins, Socks und Sox Wilson auf.
Grant und Wilson traten und nahmen auch unter den Bezeichnungen Kid and Coot bzw. Hunter and Jenkins mit Jazzmusikern wie Fletcher Henderson, Mezz Mezzrow, Sidney Bechet und Louis Armstrong auf, gastierten in Musikkomödien, reisenden Shows und Revuen. 1933 hatte sie einen Auftritt in dem Film Emperor Jones an der Seite des Sängers Paul Robeson. Zwischen 1925 und 1938 entstand eine Reihe von Plattenaufnahmen für Paramount, Cameo und Decca, an denen außer den Genannten Musiker wie Charlie Green, Charlie Dixon, Buster Bailey, Joe Smith, Blind Blake, Tiny Parham, Jimmy Blythe, Porter Grainger, Eddie Lang, Lonnie Johnson, Sam Price und Teddy Bunn mitwirkten.
In Erinnerung bleibt Grant auch durch ihre Aktivitäten als Songwriterin; das Paar schrieb zusammen ungefähr 400 Songs, am bekanntesten „Gimme A Pigfoot“, der einer der Hits der Bluessängerin Bessie Smith war. Weitere bekannte Titel waren „Dem Socks Dat My Pappy Wore“ und der „Throat Cutting Blues“. Grant nahm auch unter eigenem Namen 1926 einige Country-Blues-Titel in Zusammenarbeit mit dem Gitarristen Blind Blake auf.
Mitte der 1930er Jahre ließ der Erfolg des Paars nach; es entstanden noch Aufnahmen im Jahr 1938. Mezz Mezzrow holte dann die beiden Ende 1947 ins Studio, als er mit ihnen Material („Breathless Blues“, „Really the Blues“) für sein eigenes Label King Jazz einspielte. Grant trat noch weiter auf, nachdem sich ihr Mann 1948 aus der Musikszene zurückzog, geriet aber dann in Vergessenheit, sodass über ihren weiteren Verbleib nichts bekannt ist.

## Diskographische Hinweise
- Coot Grant & Kid Wilson: Complete Recorded Works, Vol. 1 (1925-1928)
- Coot Grant and Kid Wilson Vol. 2 (1928–1931)
- Coot Grant and Kid Wilson Vol.3 (1931-1938) (Document)
- Louis Armstrong and the Blues Singers 1924-1930(Affinity)
- Mezz Mezzrow 1947 (Classics) bzw. King Jazz, Vol. 2 (GHB, 1946/47)